# Elephantomyia (Elephantomyodes) infumosa
Elephantomyia (Elephantomyodes) infumosa is een tweevleugelige uit de familie steltmuggen (Limoniidae). De soort komt voor in het Oriëntaals gebied.